# 一触即発
『一触即発』（いっしょくそくはつ）は四人囃子の1枚目のオリジナルアルバム。1974年に発売された。

## 解説
- 前年に発売されたサウンドトラック、「ある青春/二十歳の原点」に続く、四人囃子の本格的なメジャーデビュー作品となるアルバムである。日本のプログレッシブ・ロックアルバムの中では極めて初期のものである。
- プロデュースは四人囃子のメンバーで、エグゼクティブ・プロデューサーは、ひのきしんじ、高橋重夫。
- 2002年には、1975年のシングル「空飛ぶ円盤に弟が乗ったよ/ブエンディア」の2曲が追加収録されたCD版「一触即発+2」が発売された。

## アートワーク
- パイプを加えたなまけもののイラストとなっている。

## 収録曲
1. [hΛmǽbeΘ] (0:45)
2. 空と雲 (5:20)
3. おまつり (やっぱりおまつりのある街へ行ったら泣いてしまった) (11:13)
4. 一触即発 (12:18)
5. ピンポン玉の嘆き (5:03)
6. 空飛ぶ円盤に弟が乗ったよ (3:55)
1stシングル。CD版ボーナストラック。
7. ブエンディア (5:03)
1stシングル。CD版ボーナストラック。

## 参加ミュージシャン
- 森園勝敏 - ボーカル、エレクトリックギター、アコースティック・ギター
- 中村真一 - ベース 、バッキング・ボーカル
- 岡井大二 - ドラムス、パーカッション、ベル、タンブリン
- 坂下秀実 - ピアノ、エレクトリックピアノ、オルガン、メロトロン、シンセサイザー
- 石塚俊 - コンガ (#3)
- 佐久間正英 - ベース (#6, 7)
- 茂木由多加 - キーボード (#6, 7)